# Auf der Mussen
Auf der Mussen este o arie protejată (sit de importanță comunitară — SCI) din Austria întinsă pe o suprafață de 399 ha, integral pe uscat.

## Localizare
Centrul sitului Auf der Mussen este situat la coordonatele 46°42′50″N 12°55′14″E / 46.7139°N 12.9206°E.

## Înființare
Situl Auf der Mussen a fost declarat sit de importanță comunitară în mai 1995 pentru a proteja 2 specii de plante și 14 specii de animale.

## Biodiversitate
Situată în ecoregiunea alpină, aria protejată conține 7 habitate naturale: Pajiști alpine și boreale, Tufărișuri cu Pinus mugo și Rhododendron hirsutum (Mugo-Rhododendretum hirsuti), Pajiști alpine și subalpine calcaroase, Liziere de ierburi înalte hidrofile de câmpie și de nivel montan până la alpin, Fânețe montane, Mlaștini calcaroase cu Cladium mariscus și specii de Caricion davallianae, Grohotișuri calcaroase și de șisturi calcaroase de la nivelul montan până la nivelul alpin (Thlaspietea rotundifolii).
La baza desemnării sitului se află mai multe specii protejate:
- plante (2): papucul doamnei (Cypripedium calceolus), Eryngium alpinum
- păsări (11): potârnichea de stâncă (Alectoris graeca saxatilis), acvilă de munte (Aquila chrysaetos), cocoșul de mesteacăn (Bonasa bonasia), ciocănitoare neagră (Dryocopus martius), șoim călător (Falco peregrinus), Lagopus mutus helveticus, viespar (Pernis apivorus), ciocănitoare de munte (Picoides tridactylus), ciocănitoare verzuie (Picus canus), cocoșul de mesteacăn (Tetrao tetrix tetrix),  cocoș de munte (Tetrao urogallus)
- mamifere (2): râs eurasiatic (Lynx lynx), urs brun (Ursus arctos)
- nevertebrate (1): fluturele auriu (Euphydryas aurinia)

Pe lângă speciile protejate, pe teritoriul sitului au mai fost identificate 10 specii de plante, 1 specie de nevertebrate.